# Esporte Clube Rio Branco
Esporte Clube Rio Branco É uma equipe de futebol de base da cidade de Ibitinga, interior do estado de São Paulo. Fundado em 1926 com o nome de Rio Branco Futebol Clube, e reorganizado em 30 de março de 1946, quando recebe a denominação atual. Suas cores são preto e branco. Atualmente, encontra-se com o seu departamento de futebol ativado somente em competições de base amadoras.

## História
A cidade de Ibitinga, na região central do estado paulista, tinha como seu maior feito no futebol a conquista do Campeonato de Futebol Amador do Interior, em 1950, através do América Esporte Clube. Outra equipe colorada da cidade foi o Americano Esporte Clube, que participou de apenas um campeonato profissional estadual, em 1977, sem muita expressão.
A partir de 1967, entrou em campo o Esporte Clube Rio Branco, que realizou façanhas muito maiores para o futebol de Ibitinga:  foi campeão da Terceira Divisão estadual (atual A-3), em 1970, e, no total, teve 18 participações no difícil Campeonato Paulista de Futebol, marca que permanecerá imbatível por muito tempo na história de Ibitinga.
A final de 1970 foi contra o Sertãozinho no antigo estádio da Fonte Luminosa, em Araraquara, pertencente a Ferroviária, quando venceu o adversário por 2 a 0. Os gols foram de Nascimento, aos 40 minutos do 1º tempo, e Tuta aos 24 minutos do 2º tempo.
Em 1971, passou a disputar a divisão de acesso para a elite do futebol paulista (atual A-2), mas, como não obteve grande sucesso,  parou. Em 1976, retorna aos gramados profissionais, novamente na Terceira Divisão, e fica por mais 12 temporadas nos campeonatos da Federação Paulista de Futebol.

### Participações nos estaduais
- Segunda Divisão (atual A-2) = 01 (uma)

- 1971
- Terceira Divisão (atual A-3) = 14 (quatorze)

- 1967 - 1968 - 1969 - 1970 - 1976 - 1980 - 1981 - 1982 - 1983 - 1984 - 1985 - 1987 - 1988 - 1989
- Quarta Divisão (atual Série B) = 03 (três)

- 1977 - 1978 - 1979

## Títulos

### Estaduais
- Campeonato Paulista Série A3 - 1970
- Taça Estado de São Paulo: Vice-campeão 1979